# Nimród Antal
Nimród Antal (Los Angeles, 30 novembre 1973) è un regista, attore e sceneggiatore statunitense, di origine ungherese.

## Biografia
Giunse in Ungheria nel 1991 per studiare regia all'Accademia di Budapest. Non si laureò ma continuò a lavorare nell'industria televisiva e cinematografica. Nel 2005 tornò a Los Angeles per cercare successo a Hollywood. Principalmente famoso per aver scritto e diretto il film Kontroll (2003), ambientato interamente all'interno della metropolitana di Budapest (il termine "Kontroll" si riferisce ai controllori della metro che sono i protagonisti del film), Antal ha girato vari cortometraggi, videoclip (tra cui Szandál per il gruppo Warpigs) e spot televisivi, ed ha recitato in diversi film.
Antal incontrò diversi problemi per girare Kontroll, innanzitutto perché le riprese dovevano essere effettuate durante la chiusura al pubblico della metro (vale a dire tra le 23:30 e le 4:30), e inoltre perché il comportamento bizzarro che nel film veniva attribuito ai controllori non piaceva all'Autorità dei trasporti di Budapest (BKV), che accettò di consentire le riprese con la clausola di far precedere il film da un disclaimer letto da un dirigente del BKV e di garantire biglietti gratuiti per lo spettacolo cinematografico a tutti i controllori. Con il film Kontroll, Antal ha vinto numerosi premi, tra cui il Gold Hugo al Chicago International Film Festival, ed ha ottenuto una candidatura come miglior regista agli European Film Awards. 
Nel 2007 dirige il thriller di produzione statunitense Vacancy, che vede nel cast anche Kate Beckinsale e Luke Wilson. Nel 2009 dirige Blindato con Matt Dillon e Jean Reno, e nel 2010 Predators. Sempre nello stesso anno torna a recitare comparendo in un cameo del film Machete diretto da Robert Rodriguez. Nel 2015 ritorna dietro la macchina da presa dirigendo un episodio della prima stagione (Esecuzione) della serie televisiva statunitense ""Wayward Pines" con protagonista Matt Dillon con il quale aveva già lavorato in "Blindato" otto anni prima. Nel 2017, a distanza di quattordici anni dall'ultima volta con Kontroll, ritorna a dirigere un film ungherese, A Viszkis, nel quale si occupa anche della sceneggiatura e che racconta la storia di Attila Ambrus, il bandito più conosciuto in Ungheria. La pellicola si aggiudica svariati premi in patria, nella vicina Polonia e negli Stati Uniti.

## Filmografia

### Regia

#### Cinema
- Bohóclövészet (1994) - cortometraggio
- Biztosítás (1998) - cortometraggio
- Kontroll (2003)
- Vacancy (2007)
- Blindato (Armored) (2009)
- Predators (2010)
- Metallica 3D Through the Never (2013)
- The Whiskey Bandit (A Viszkis) (2017)
- Retribution (2023)

#### Televisione
- Wayward Pines – serie TV, 1 episodio (2015)
- Stranger things -  serie TV,  stagione 4 Capitolo cinque: Il progetto Nina (2022)

### Sceneggiatura
- Kontroll (2003)
- Metallica 3D Through the Never (2013)
- A Viszkis (2017)

### Attore
- Roarsch (1999)
- Közel a szerelemhez (1999)
- Balra a nap nyugszik (2000)
- Posztkatona (2003)
- Machete (2010)